# Mimomys
Mimomys — вимерлий рід полівок, що жив в Євразії та Північній Америці в пліо-плейстоцені. Вважається, що один із багатьох видів, що належать до цього роду, дав початок сучасним щурам (Arvicola). Кілька інших доісторичних родів, ймовірно, є синонімами Mimomys, включаючи північноамериканські Cosomys і Ophiomys.
Відомо, що кілька видів збереглися до пізнього плейстоцену, включно з M. pyrenaicus у Франції та M. chandolensis з російського Далекого Сходу, які, можливо, збереглися до 50 000 років до нашої ери.